# Gebenstorf
Gebenstorf (toponimo tedesco) è un comune svizzero di 5 249 abitanti del Canton Argovia, nel distretto di Baden.

## Storia
Dal suo territorio nel 1884 fu scorporata la località di Turgi, divenuta comune autonomo.

## Monumenti e luoghi d'interesse

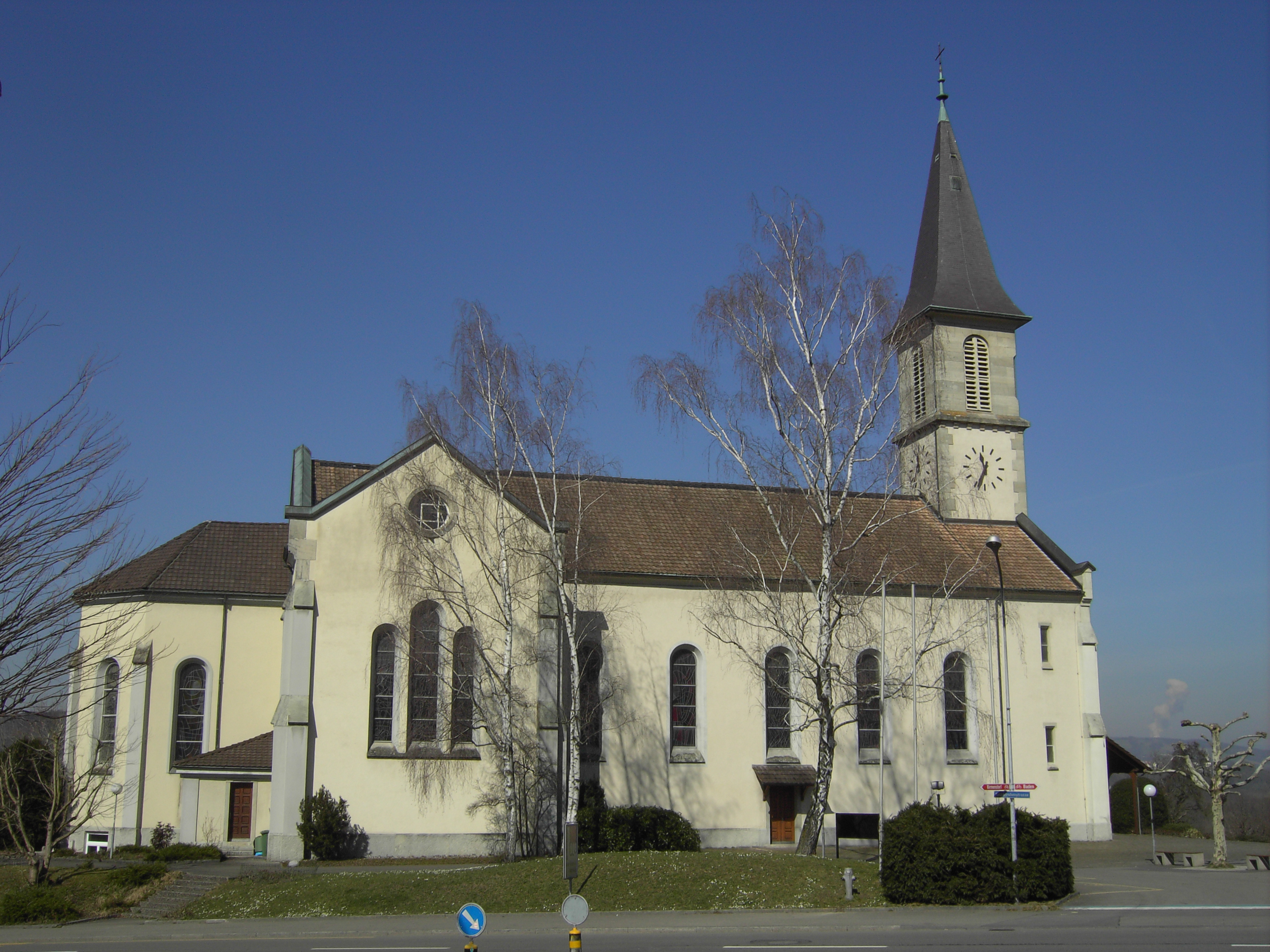
La chiesa cattolica di San Biagio

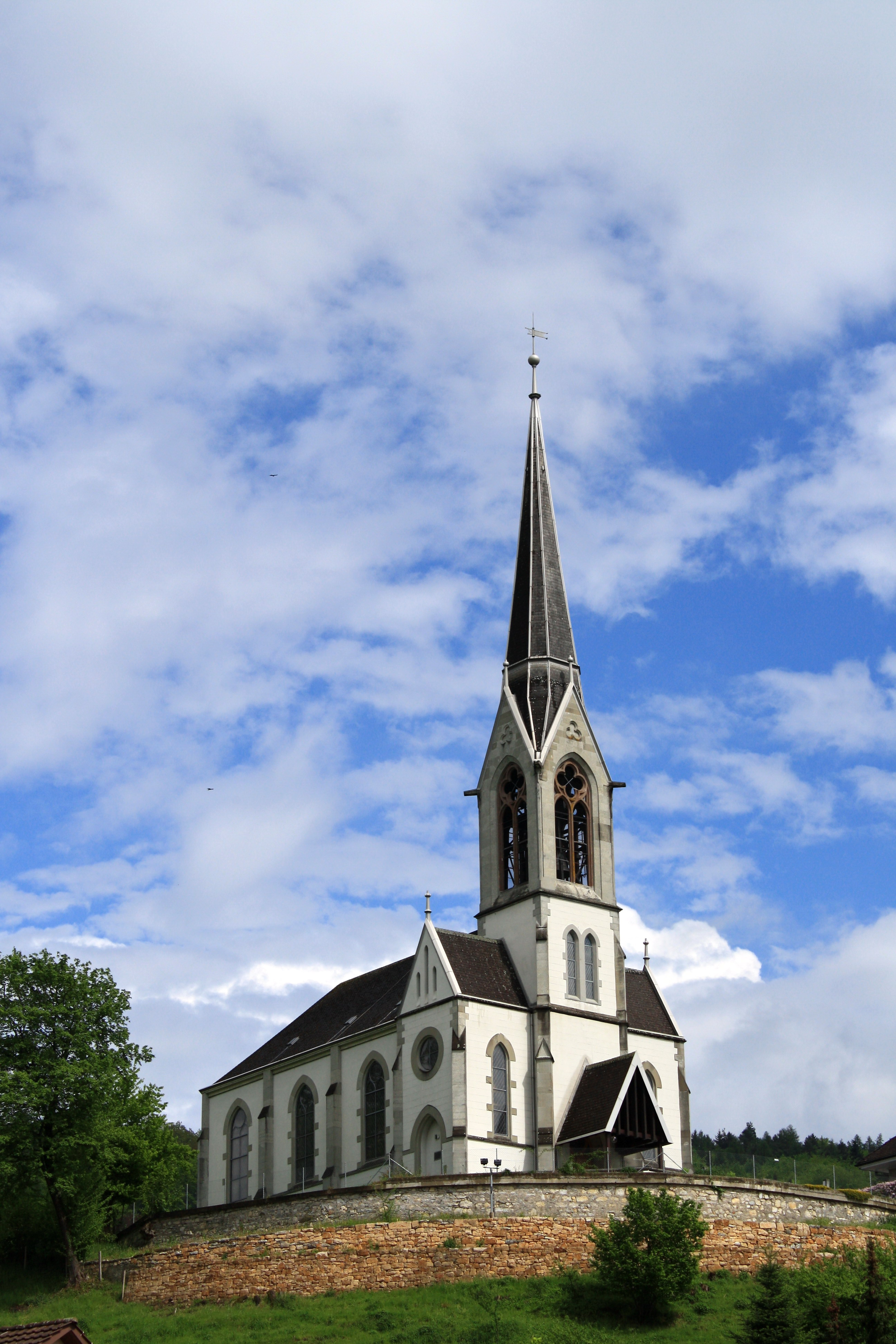
La chiesa riformata

- Chiesa cattolica di San Biagio, eretta nel 1889[1];
- Chiesa riformata, eretta nel 1891[1].

## Società

### Evoluzione demografica
L'evoluzione demografica è riportata nella seguente tabella (fino al 1880 con Turgi):
Abitanti censiti

## Amministrazione
Ogni famiglia originaria del luogo fa parte del cosiddetto comune patriziale e ha la responsabilità della manutenzione di ogni bene ricadente all'interno dei confini del comune.